# Dysgonia rigidistria
Dysgonia rigidistria  là một loài bướm đêm thuộc họ Erebidae. Nó được tìm thấy ở bán đảo Ấn Độ và Sri Lanka.
Dysgonia calefasciens (Walker, 1858) và Dysgonia correctana (Walker, 1865) are no longer considered synonyms của Dysgonia rigidistria.